# Scillé
Scillé est une commune française située dans le département des Deux-Sèvres, en région Nouvelle-Aquitaine.
Ses habitants sont les Scilléennes et les Scilléens.

## Géographie

### Localisation
La commune s’inscrit dans un paysage de vallons et de coteaux, avec de nombreux châtaigniers. La commune se trouve sur le passage du sentier de grande randonnée 36 (GR 36) qui part d'un lieu proche de la Roche-Posay et de Pleumartin, dans le département de la Vienne pour aller jusqu'à Talmont Saint-Hilaire en Vendée jusqu'à l'Océan Atlantique.
Le territoire de la commune est limitrophe de ceux de six communes :
| Saint-Paul-en-Gâtine | L'Absie              | Vernoux-en-Gâtine |
| Le Busseau           | Scillé               |                   |
|                      | La Chapelle-Thireuil | Le Beugnon        |

### Hydrographie
Deux ruisseaux passent à Scillé : le Saumort et les Fougères qui se jette dans la Vendée.

### Climat
Pour des articles plus généraux, voir Climat de la Nouvelle-Aquitaine et Climat des Deux-Sèvres.
Historiquement, la commune est exposée à un climat océanique du nord-ouest.  
En 2020, Météo-France publie une typologie des climats de la France métropolitaine dans laquelle la commune est exposée à un climat océanique et est dans la région climatique  Poitou-Charentes, caractérisée par un bon ensoleillement, particulièrement en été et des vents modérés.
Pour la période 1971-2000, la température annuelle moyenne est de 11,4 °C, avec une amplitude thermique annuelle de 14,6 °C. Le cumul annuel moyen de précipitations est de 1 006 mm, avec 13,6 jours de précipitations en janvier et 7,4 jours en juillet. Pour la période 1991-2020, la température moyenne annuelle observée sur la station météorologique installée sur la commune est de 12,1 °C et le cumul annuel moyen de précipitations est de 954,6 mm,. Pour l'avenir, les paramètres climatiques de la commune estimés pour 2050 selon différents scénarios d’émission de gaz à effet de serre sont consultables sur un site dédié publié par Météo-France en novembre 2022.
| Mois                                  | jan.           | fév.           | mars          | avril         | mai           | juin          | jui.          | août          | sep.          | oct.          | nov.          | déc.          | année      |
| ------------------------------------- | -------------- | -------------- | ------------- | ------------- | ------------- | ------------- | ------------- | ------------- | ------------- | ------------- | ------------- | ------------- | ---------- |
| Température minimale moyenne (°C)     | 2,6            | 2,6            | 4,2           | 6,7           | 9,6           | 12,7          | 14,4          | 14,1          | 12,1          | 9,7           | 6,2           | 3,1           | 8,2        |
| Température moyenne (°C)              | 5,1            | 5,7            | 8             | 11,2          | 14,2          | 17,4          | 19,7          | 19,2          | 16,9          | 13,1          | 8,8           | 5,7           | 12,1       |
| Température maximale moyenne (°C)     | 7,5            | 8,8            | 11,8          | 15,8          | 18,7          | 22,2          | 24,9          | 24,3          | 21,7          | 16,6          | 11,5          | 8,2           | 16         |
| Record de froid (°C) date du record   | −10,8 07.01.09 | −11,1 12.02.12 | −4,7 01.03.18 | −2,8 03.04.22 | 1,8 06.05.19  | 4,6 01.06.06  | 8,9 24.07.11  | 6 21.08.14    | 4,9 26.09.10  | 0,5 29.10.18  | −5,5 17.11.07 | −7,2 19.12.09 | −11,1 2012 |
| Record de chaleur (°C) date du record | 15,3 24.01.16  | 21,1 27.02.19  | 23,2 31.03.21 | 26 20.04.18   | 30,3 26.05.17 | 37,5 18.06.22 | 39,8 18.07.22 | 37,3 07.08.20 | 33,4 14.09.20 | 28,7 02.10.23 | 20,8 01.11.15 | 15,3 30.12.21 | 39,8 2022  |
| Précipitations (mm)                   | 104,9          | 80,6           | 81,2          | 67,4          | 85,9          | 62,3          | 51,8          | 59,1          | 56,5          | 96,8          | 101,7         | 106,4         | 954,6      |

## Urbanisme

### Typologie
Au 1er janvier 2024, Scillé est catégorisée commune rurale à habitat dispersé, selon la nouvelle grille communale de densité à sept niveaux définie par l'Insee en 2022.
Elle est située hors unité urbaine et hors attraction des villes,.

### Occupation des sols
L'occupation des sols de la commune, telle qu'elle ressort de la base de données européenne d’occupation biophysique des sols Corine Land Cover (CLC), est marquée par l'importance des territoires agricoles (94,1 % en 2018), une proportion identique à celle de 1990 (94,1 %). La répartition détaillée en 2018 est la suivante : 
terres arables (39,5 %), zones agricoles hétérogènes (33,7 %), prairies (20,8 %), forêts (4,3 %), zones urbanisées (1,5 %), cultures permanentes (0,1 %). L'évolution de l’occupation des sols de la commune et de ses infrastructures peut être observée sur les différentes représentations cartographiques du territoire : la carte de Cassini (XVIIIe siècle), la carte d'état-major (1820-1866) et les cartes ou photos aériennes de l'IGN pour la période actuelle (1950 à aujourd'hui).

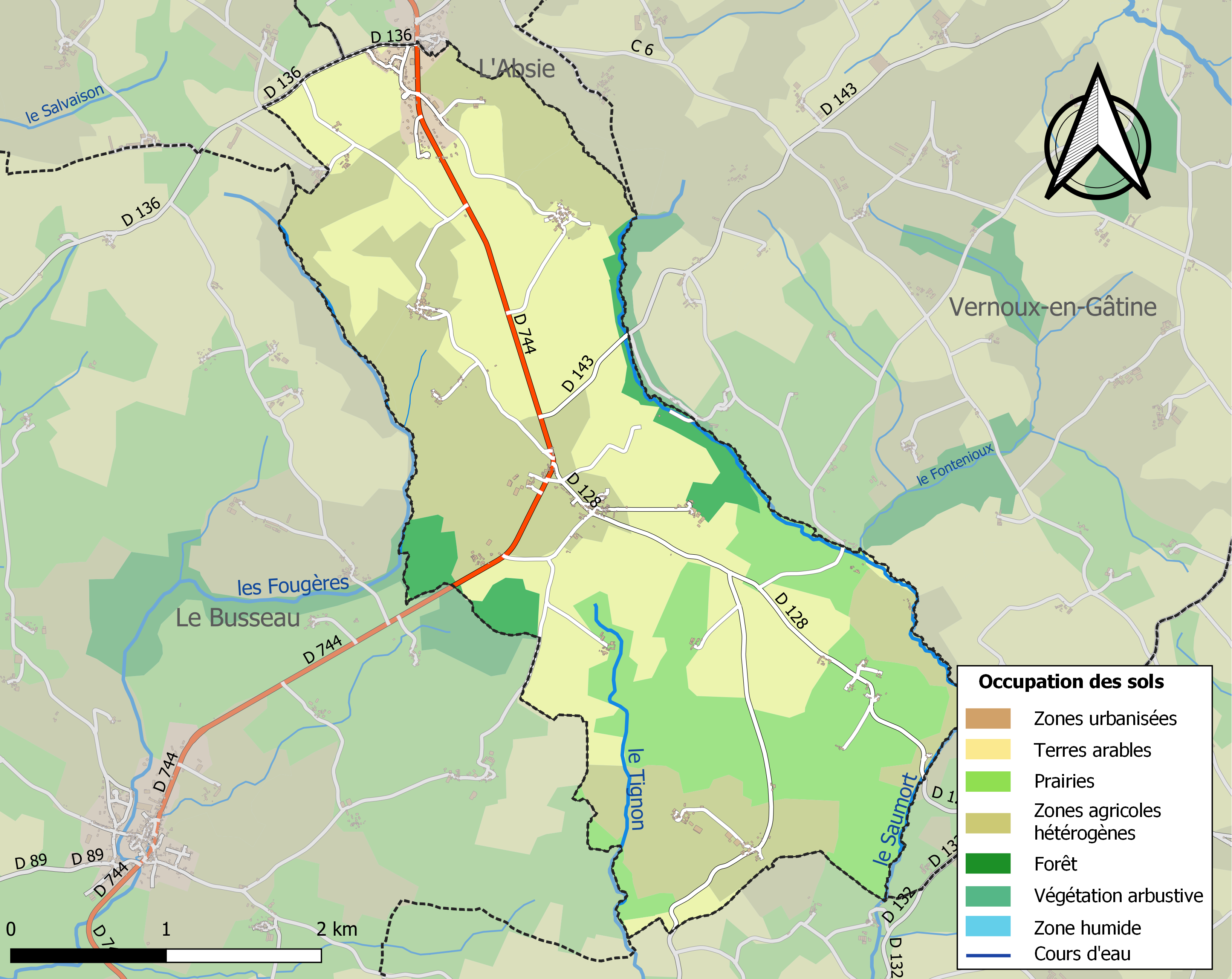
Carte des infrastructures et de l'occupation des sols de la commune en 2018 (CLC).

### Lieux-dits, hameaux et écarts
Scillé possède dans sa commune près de 20 lieux-dits qui sont la Bource, la Cantine, la Cayenne, les Chantières, les Champs, la Crétimère, les Fossés, la Fouctière, les Fougères, les Landes, la Loubrière, la Maison Neuve, la Mariettière, le Moulin du Chemin, la Noue, le Temps, Saint Marc, la Vazonnière, la Verdonnière, la Volette.

### Risques naturels et technologiques
Le territoire de la commune de Scillé est vulnérable à différents aléas naturels : météorologiques (tempête, orage, neige, grand froid, canicule ou sécheresse), inondations, mouvements de terrains et séisme (sismicité modérée). Il est également exposé à un risque technologique,  le transport de matières dangereuses, et à un risque particulier : le risque de radon. Un site publié par le BRGM permet d'évaluer simplement et rapidement les risques d'un bien localisé soit par son adresse soit par le numéro de sa parcelle.

#### Risques naturels
Certaines parties du territoire communal sont susceptibles d’être affectées par le risque d’inondation par débordement de cours d'eau, notamment le Saumort, les Fougères et le Tignon. La commune a été reconnue en état de catastrophe naturelle au titre des dommages causés par les inondations et coulées de boue survenues en 1982, 1983, 1999 et 2010,.

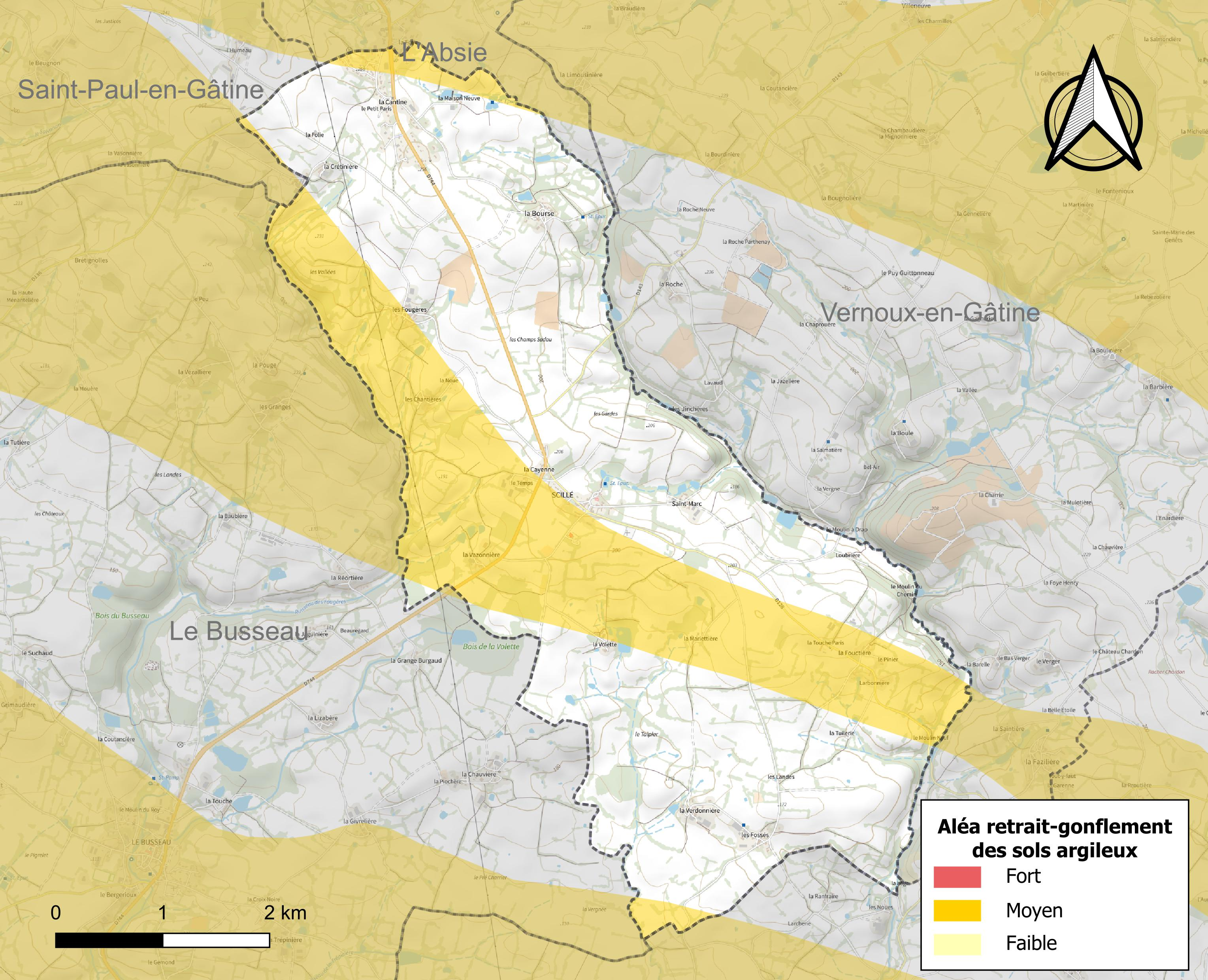
Carte des zones d'aléa retrait-gonflement des sols argileux de Scillé.

Les mouvements de terrains susceptibles de se produire sur la commune sont des tassements différentiels. Le retrait-gonflement des sols argileux est susceptible d'engendrer des dommages importants aux bâtiments en cas d’alternance de périodes de sécheresse et de pluie. 31,7 % de la superficie communale est en aléa moyen ou fort (54,9 % au niveau départemental et 48,5 % au niveau national). Depuis le 1er octobre 2020, en application de la loi ELAN, différentes contraintes s'imposent aux vendeurs, maîtres d'ouvrages ou constructeurs de biens situés dans une zone classée en aléa moyen ou fort,.
La commune a été reconnue en état de catastrophe naturelle au titre des dommages causés par des mouvements de terrain en 1999 et 2010.

#### Risque particulier
Dans plusieurs parties du territoire national, le radon, accumulé dans certains logements ou autres locaux, peut constituer une source significative d’exposition de la population aux rayonnements ionisants. Selon la classification de 2018, la commune de Scillé est classée en zone 3, à savoir zone à potentiel radon significatif.

## Histoire
En 1793, la commune portait le nom de Seillé.
Le 28 février 2010, Scillé subit la force de la tempête Xynthia. Ce fut à Scillé que les rafales de cette tempête fut les plus fortes dans les terres en plaine : on y a enregistré des rafales de vent à 161 km/h. La commune avait également subi des inondations et coulées de boue en avril 1983 et décembre 1999.
Parmi les autres activités présentes, on compte aussi la production et la vente de sapins de Noël, un abattoir de volailles, une entreprise de travaux publics et une entreprise de conception de machines.

## Politique et administration

### Découpage territorial

#### Commune et intercommunalités
La commune de Scillé fait partie de la communauté de communes Val de Gâtine.

### Élections municipales et communautaires

#### Liste des maires
| Période    | Période  | Identité         | Étiquette | Qualité |
| ---------- | -------- | ---------------- | --------- | ------- |
| avant 1981 | ?        | Martial Grelier  |           |         |
|            | 2001     | Bernard Choucq   | DVD       |         |
| 2001       | 2008     | Pierre Maupetit  |           |         |
| 2008       | En cours | Jean-Paul Cantet |           |         |

## Population et société

### Démographie
À partir du XXIe siècle, les recensements réels des communes de moins de 10 000 habitants ont lieu tous les cinq ans. Pour Scillé, cela correspond à 2007, 2012, 2017, etc. Les autres dates de « recensements » (2006, 2009, etc.) sont des estimations légales.
| 1793 | 1800 | 1806 | 1821 | 1831 | 1836 | 1841 | 1846 | 1851 |
| ---- | ---- | ---- | ---- | ---- | ---- | ---- | ---- | ---- |
| 550  | 495  | 515  | 638  | 669  | 677  | 681  | 768  | 811  |

| 1856 | 1861 | 1866 | 1872 | 1876 | 1881 | 1886 | 1891 | 1896 |
| ---- | ---- | ---- | ---- | ---- | ---- | ---- | ---- | ---- |
| 767  | 660  | 658  | 642  | 719  | 769  | 768  | 730  | 700  |

| 1901 | 1906 | 1911 | 1921 | 1926 | 1931 | 1936 | 1946 | 1954 |
| ---- | ---- | ---- | ---- | ---- | ---- | ---- | ---- | ---- |
| 727  | 668  | 673  | 521  | 513  | 512  | 492  | 469  | 446  |

| 1962 | 1968 | 1975 | 1982 | 1990 | 1999 | 2006 | 2007 | 2012 |
| ---- | ---- | ---- | ---- | ---- | ---- | ---- | ---- | ---- |
| 399  | 350  | 314  | 350  | 373  | 391  | 384  | 383  | 382  |

| 2017 | 2022 | - | - | - | - | - | - | - |
| ---- | ---- | - | - | - | - | - | - | - |
| 355  | 359  | - | - | - | - | - | - | - |

## Économie
L'essentiel de l'activité est l'agriculture et l'élevage, la commune dénombrant une dizaine d'exploitations. Une partie de Scillé est concentrée sur le bourg et une autre partie qui comprend des lotissements se situe vers l’Absie.

## Culture locale et patrimoine

### Lieux et monuments
La place du village et les paysages alentour sont caractéristiques du Gâtinais.
Parmi les monuments historiques à proximité, on recense :
- l'église Saint-Hilaire construite aux Ve et VIe siècles ;
- le château La Verdonnière ;
- des vestiges de châteaux : Saint-Marc et la Touche-Paris ;
- la fontaine de la Bourse[21].

### Gastronomie
Parmi les spécialités locales, on trouve :
- les pommes de terre à la rétaise ;
- le farci poitevin ;
- le gigot d'agneau du Poitou ;
- la sauce à la lumas.